# Сонячне затемнення 1 червня 2030 року
Сонячне затемнення 1 червня 2030 — кільцеподібне сонячне затемнення 128 сароса, яке найкраще буде видно на півночі Африки, в Європі та Азії. Максимальна фаза затемнення становитиме 0.9443, а максимальна тривалість повної фази — 5 хвилин 21 секунда.
Це затемнення є повторенням через сарос кільцеподібного сонячного затемнення 20 травня 2012 року. Наступне затемнення даного сароса відбудеться 11 червня 2048 року.

## Обставини видимості затемнення

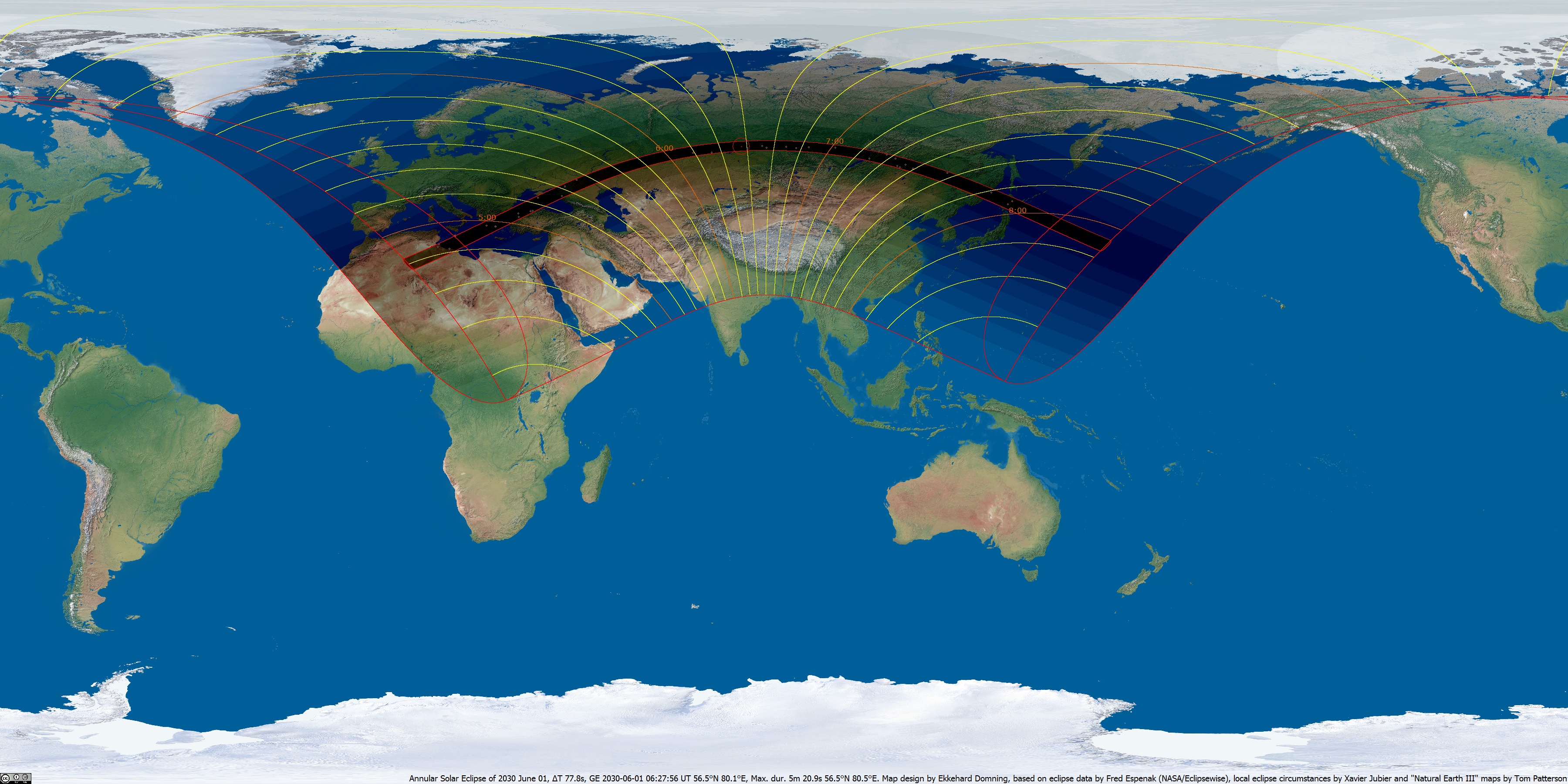
Карта затемнення

Смуга кільцеподібної частини почнеться в північній Африці на території Алжиру о 04:47:11 за UTC (часткові фази почнуться о 03:34:36 UTC). Далі тінь затемнення піде у північно-східному напрямку, пройде через території Тунісу та Лівії. Після проходження через острів Мальта, затемнення настане і в Європі. У Європі кільцеподібна фаза пройде територією Греції, Туреччини, Болгарії (південний схід країни), пройде через Кримський півострів, увійде на територію Росії (Південний федеральний округ) і трохи пізніше пройде Азовським узбережжям України. Далі затемнення пройде півднем Приволзького і Уральського федеральних округів Росії, і навіть півночі Казахстану. У Сибіру тінь змінить напрямок на східний, і пройде територією Омської, Новосибірської, Томської та Кемеровської областей. Тут, на півдні Томської області буде зареєстрована максимальна тривалість кільцеподібної фази — 5 хвилин і 21 секунда. Кільцеподібне затемнення продовжить рух у Красноярському краї, Іркутській області, Республіці Бурятія та Забайкальському краї, потім увійде на територію північного сходу Китаю (тут напрямок зміниться на південно-східний). Після Китаю затемнення повернеться до Росії, де пройде півднем Амурської області, Єврейської АТ, Хабаровському і Приморському краю. Нарешті, затемнення пройде через японський острів Хоккайдо, а потім — у північну частину Тихого океану, де кільцеподібна фаза завершиться о 08:08:37 за UTC.
Затемнення (кільцеподібне або приватне) буде видно у 115 країнах та залежних територіях.
Основні населені пункти, де можна спостерігати кільцеподібне затемнення:
| Населений пункт | Час UTC  | Η      | Тривалість |
| Триполі         | 04:50:55 | 9,0°   | 3 хв 55 с  |
| Валлетта        | 04:54:53 | 11,8°  | 1 хв 29 с  |
| Афіни           | 04:57:55 | 20,0°  | 4 хв 2 с   |
| Патри           | 04:58:08 | 18,6°  | 4 хв 20 с  |
| Бурса           | 05:02:46 | 25,4°  | 3 хв 4 с   |
| Стамбул         | 05:04:12 | 25,7°  | 4 хв 32 с  |
| Новоросійськ    | 05:15:18 | 34,4°  | 3 хв 58 с  |
| Краснодар       | 05:16:43 | 35,5 ° | 3 хв 20 с  |
| Ростов-на-Дону  | 05:21:22 | 36,6°  | 4 хв 16 с  |
| Волгодонськ     | 05:23:52 | 38,6°  | 4 хв 56 с  |
| Волгоград       | 05:28:08 | 40,6°  | 4 хв 57 с  |
| Уральськ        | 05:39:49 | 45,8°  | 5 хв 5 с   |
| Оренбург        | 05:45:08 | 48,3°  | 4 хв 47 с  |
| Магнітогорськ   | 05:52:53 | 50,3°  | 5 хв 12 с  |
| Петропавловськ  | 06:09:30 | 54,5°  | 4 хв 46 с  |
| Омськ           | 06:16:15 | 55,9°  | 2 хв 49 с  |
| Томськ          | 06:35:44 | 55,4°  | 5 хв 17 с  |
| Красноярськ     | 06:48:29 | 54,2°  | 4 хв 45 с  |
| Братськ         | 07:01:14 | 50,2°  | 4 хв 29 с  |
| Благовіщенськ   | 07:38:03 | 34,2°  | 3 хв 27 с  |
| Цзямуси         | 07:45:58 | 31,2°  | 1 хв 47 с  |
| Саппоро         | 07:56:33 | 21,2°  | 4 хв 17 с  |